# Kościół Narodzenia Najświętszej Maryi Panny w Gaju
Kościół pw. Narodzenia Najświętszej Maryi Panny w Gaju – kościół z 1626 r. znajdujący się w Gaju, w gminie Mogilany, w powiecie krakowskim.
Kościół powstał na miejscu starszej, drewnianej świątyni z XIII w. W ołtarzu głównym znajduje się, uchodzący za cudowny, obraz Matki Bożej Gajowskiej z 2 połowy XV wieku.
Obiekt, wraz z cmentarzem przykościelnym oraz ogrodem plebańskim, został wpisany do rejestru zabytków nieruchomych województwa małopolskiego.
Obecnie proboszczem w parafii od 1 lipca 2018 roku jest ks dr Emil Furtak w duszpasterstwie pomaga ks. mgr Dominik Oliwa.

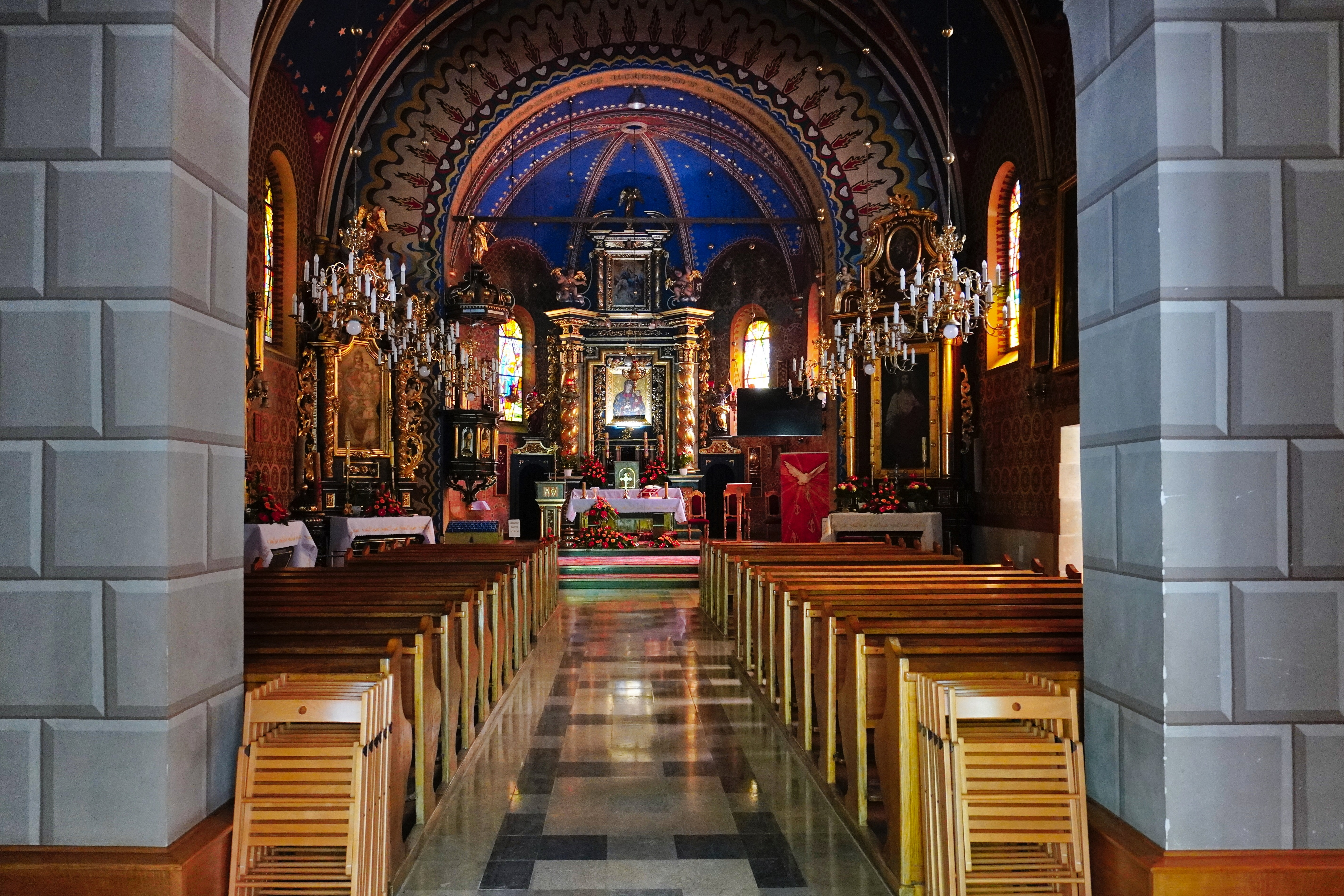
Wnętrze kościoła